# Dominik Czubek
Dominik Czubek (ur. 16 lutego 1975 w Pruszkowie) – polski koszykarz, występujący na pozycji rozgrywającego, po zakończeniu kariery zawodniczej trener koszykarski, aktualnie trener męskiego zespołu koszykarskiego SKK Siedlce, rocznik 2001 (U-18).

## Osiągnięcia
Drużynowe
- 2-krotny mistrz Polski (1995, 1997)
- Wicemistrz Polski (1998)
- 2-krotny zdobywca Pucharu Polski (1998, 1999)
- Finalista Pucharu Polski (1995)
- Awans do:
  - PLK ze Zniczem Pruszków (1993)
  - I ligi ze Zniczem Pruszków (2005)
- Uczestnik rozgrywek pucharu:
  - Koracia (1996/97)
  - Saporty (1997–1999)

Indywidualne
- Uczestnik meczu gwiazd PLK (2005)[1]
- Zwycięzca konkursu rzutów za 3 punkty podczas turnieju Wyzwolenia Warszawy (1995)[2]
- Lider PLK w przechwytach (2003)